# ギフト (ET-KINGの曲)
「ギフト」は、日本のJ-POPユニット、ET-KINGの6枚目のシングルである。発売元はユニバーサルミュージック。

## 概要
「ギフト」のプロモーション・ビデオは、秋の発売に備え秋物の衣装を着て夏に撮影された。
2007年12月、第40回日本有線大賞において「ギフト」で有線音楽賞を受賞。
結婚式で使用される「定番ソング」とされている。
福岡ソフトバンクホークスの選手である攝津正投手の登場曲として使用されていた。
2014年9月28日に行われたTENNの告別式では、残りの6名のメンバーによって歌唱が行われた
。
2018年2月4日に行われたいときんの葬儀では、残りの5人のメンバーによって歌唱が行われた。

## 批評
マーティ・フリードマンは、『ギフト』はSMAPのような大物が歌いそうな王道J-POPだと評している。曰く「Aメロは同じ音程の音が続くシンプルなメロディーが中心だけど、起伏もあるし、歌詞がちゃんと聴き取れる。サビは覚えやすくてハッピーで、『世界に一つだけの花』みたいに普遍的な歌詞とメロディー。Aメロをメンバーが順番に歌って、サビはハモリよりもユニゾンが中心のコーラスという構成もSMAPのよう。」。

## 収録曲
1. ギフト
作詞：ET-KING、
作曲：ET-KING & NAOKI-T
Produced by NAOKI-T
2. 涙
作詞：ET-KING、
作曲：イトキン
Produced by SHANTY-NOB & ET-KING
3. ギフト(Instrumental)
4. 涙(Instrumental)

## タイアップ
- 「ギフト」
  - 日本テレビ系『音楽戦士 MUSIC FIGHTER』9月POWER PLAY
  - 日本テレビ系『歌スタ!!』9月の「お題歌」

## 収録CD,DVD
- SOUL LAUNDRY (# 1)
- シングル コレクション! (# 5)
- ブライダルコレクション! (# 15)
- 20th Anniversary ALL TIME BEST -Journey-(通常盤) (Disc 3、# 11)
- 見放題!～ET-KING VIDEO CLIP COLLECTION～ [DVD] (# 4)
- LIVE TOUR 2008“どてっぱらにどっかん”  [DVD] (# 2)
- LIVE TOUR 2009~老若男女灼熱謝恩ダンスホール [DVD] (# 12)
- ワンマン・ライブ「歌えや大阪!踊れや日本!」 [DVD] (# 25)
- YOSHIMOTO WONDER CAMP KANSAI ～Laugh & Peace 2011～ET-KING Presents コント・ミュージカル「ET-KING歌笑劇 ～焚き火～」in 京橋花月 [DVD] (# 6)
- ライブ シングルコレクション! [DVD] (# 6)
- ET-KING結成15周年記念全国ツアー～おまえとおったらおもろいわ!～ [DVD] (# 16)